# Lydomorphus palaestinus
Lydomorphus palaestinus is een keversoort uit de familie van oliekevers (Meloidae). De wetenschappelijke naam van de soort is voor het eerst geldig gepubliceerd in 1871 door Kirsch.